# Ditomus calydonius
Ditomus calydonius é uma espécie de insetos coleópteros pertencente à família Carabidae.
A autoridade científica da espécie é P. Rossi, tendo sido descrita no ano de 1790.
Trata-se de uma espécie presente no território português.